# Расселл, Джейн
Джейн Расселл (англ. Jane Russell), урождённая Эрнестин Джейн Джеральдин Расселл (англ. Ernestine Jane Geraldine Russell; 21 июня 1921[…], Бемиджи, Миннесота — 28 февраля 2011[…], Санта-Мария, Калифорния) — американская актриса, секс-символ 1940-х и начала 1950-х годов.

## Биография
Джейн Расселл родилась в городе Бемиджи в Миннесоте старшей из пяти детей в семье старшего лейтенанта армии США Роя Уильяма Рассела и бывшей актрисы Джеральдин Джекоби. После того как её отец ушёл в отставку, семья перебралась в Калифорнию, где обосновалась в городе Бербанк. В юности, по настоянию матери, она брала уроки игры на фортепиано, а также участвовала в школьном драматическом кружке.

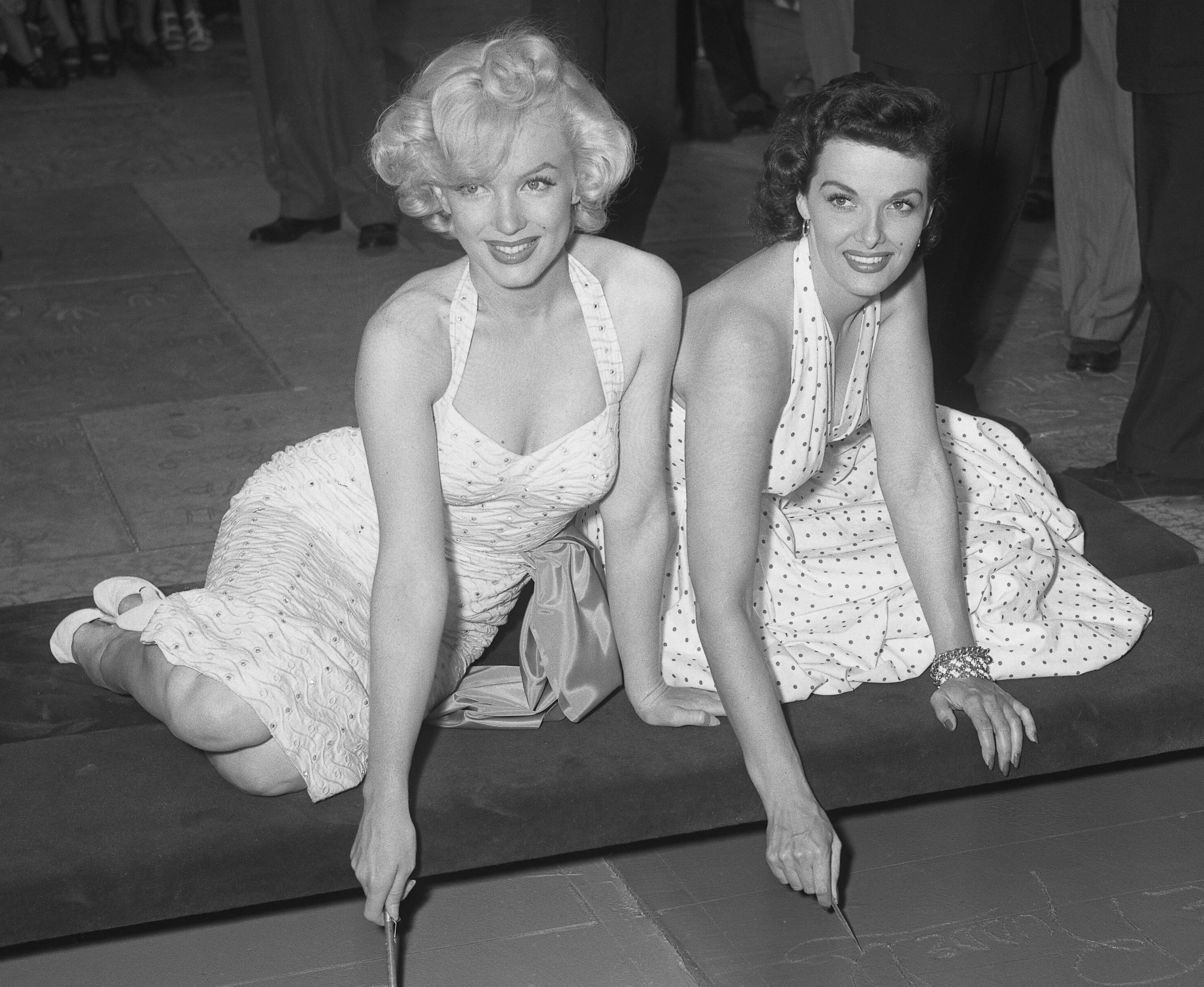
Джейн Расселл с Мэрилин Монро в 1953 году.

После окончания школы Расселл мечтала пойти учиться на дизайнера, но неожиданная смерть отца в 1936 году прервала её планы, и она устроилась работать секретарём, чтобы помочь матери содержать семью. Всё же Джеральдин видела свою дочь артисткой, и настояла на том, чтобы она продолжила и далее совершенствовать свои актёрские способности. Тогда Джейн Расселл записалась на театральные курсы к режиссёру Максу Рейнхарту, а также прошла обучение в драматической школе у Марии Успенской, после чего, в 1940 году, подписала семилетний контракт с миллионером Говардом Хьюзом.
Хьюз предполагал, что Расселл сможет составить серьёзную конкуренцию признанным секс-символам той эпохи — Рите Хейворт и Лане Тёрнер. Он не ошибся в своих расчётах. Первый вестерн с участием Расселл — «Вне закона» (1943) — был разрешён к выпуску на широкий экран со скрипом: слишком уж бесцеремонно камера пыталась запечатлеть декольте начинающей актрисы. Поговаривали, что для съёмок в этом фильме Хьюз преподнёс Расселл бюстгальтер собственного изобретения. В последующих фильмах — таких, как мюзикл «Французская линия» (1954), — Хьюз столь же настойчиво пытался подчеркнуть сладострастные изгибы тела новоявленной голливудской богини.
Между тем сама актриса, как она повествует в автобиографии 1985 года, мечтала о более утончённых ролях. Одна из самых запоминающихся её работ — в комедии «Джентльмены предпочитают блондинок» (1953), в которой ей пришлось столкнуться с секс-символом следующего поколения — Мэрилин Монро.
После ухода из кино в 1970-х годах, Джейн Расселл продолжила актёрскую карьеру на театральной сцене, а также стала принимать участие в фонде по упрощённому усыновлению детей, так как сама столкнулась с трудностями в этом направлении.

## Личная жизнь
Актриса была трижды замужем. Со своим первым супругом, игроком в американский футбол Бобом Уотерфилдом (1920—1983), Джейн за двадцать пять лет брака усыновила двух мальчиков и удочерила девочку. Актриса не могла иметь своих детей (на момент окончания школы она забеременела от тогда ещё жениха Боба Уотерфилда, который настоял на аборте, — аборт прошёл неудачно, лишив её возможности иметь детей).
Расселл столкнулась со множеством трудностей при усыновлении и в 1955 году основала благотворительную организацию, которая содействует людям в подобных ситуациях.
Со своим вторым супругом актёром Роджером Барреттом она прожила всего год из-за его внезапной смерти в 1968 году. Её третий муж, агент по продаже недвижимости Джон Кэлвин Пиплс, умер от сердечной недостаточности в 1999 году — они были вместе 25 лет.
Являлась прихожанкой пятидесятнической церкви Ассамблей Бога.

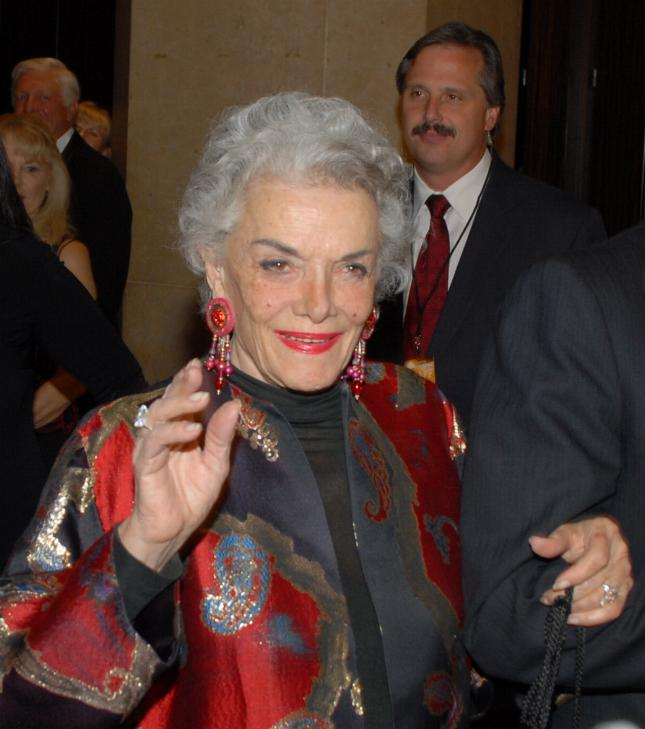
Джейн Расселл на 16-й ежегодной церемонии вручения наград MovieGuide Faith and Values Awards, 12 февраля 2008 года

28 февраля 2011 года Джейн Расселл скончалась в Санта-Марии в возрасте 89 лет от дыхательной недостаточности.

## Фильмография
| Год       |    | Русское название                   | Оригинальное название                 | Роль                              |
| --------- | -- | ---------------------------------- | ------------------------------------- | --------------------------------- |
| 1943      | ф  | Вне закона                         | The Outlaw                            | Рио Макдональд                    |
| 1946      | ф  | Молодая вдова                      | Young Widow                           | Джоан Кенвуд                      |
| 1948      | ф  | Бледнолицый                        | The Paleface                          | Бедовая Джейн                     |
| 1951      | ф  | Женщина его мечты                  | His Kind of Woman                     | Ленор Брент                       |
| 1951      | ф  | Двойной динамит                    | Double Dynamite                       | Милдред «Мибс» Гудхью             |
| 1952      | ф  | История в Лас-Вегасе               | The Las Vegas Story                   | Линда Роллинс                     |
| 1952      | ф  | Макао                              | Macao                                 | Джули Бенсон                      |
| 1952      | ф  | Сын бледнолицего                   | Son of Paleface                       | Майк Делрой                       |
| 1952      | ф  | Монтана Белль                      | Montana Belle                         | Белль Старр                       |
| 1952      | ф  | Дорога на Бали                     | Road to Bali                          | в роли самой себя                 |
| 1953      | ф  | Джентльмены предпочитают блондинок | Gentlemen Prefer Blondes              | Дороти Шоу                        |
| 1953      | ф  | Французский рейс                   | The French Line                       | Мэри «Мейм» Карсон                |
| 1955      | ф  | Под водой!                         | Underwater!                           | Тереза Грей                       |
| 1955      | ф  | Фосфоресцирующий свет              | Foxfire                               | Аманда Лоуренс                    |
| 1955      | ф  | Высокие мужчины                    | The Tall Men                          | Нелла Тернер                      |
| 1955      | ф  | Джентльмены женятся на брюнетках   | Gentlemen Marry Brunettes             | Бонни Джонс / Мими Джонс          |
| 1956      | ф  | Горячая кровь                      | Hot Blood                             | Энни Калдаш                       |
| 1956      | ф  | Восстание Мейми Стоувер            | The Revolt of Mamie Stover            | Мейми Стоувер                     |
| 1957      | ф  | Пушистая розовая ночнушка          | The Fuzzy Pink Nightgown              | Лорел Стивенс                     |
| 1958      | с  | —                                  | Colgate Theatre                       | Мэгги Малоун                      |
| 1959      | с  | Вестингауз – Театр Десиле          | Westinghouse Desilu Playhouse         | Лили Трейверс                     |
| 1959      | с  | Городской тост                     | Toast of the Town                     | певица                            |
| 1959—1963 | с  | Шоу Реда Скелтона                  | The Red Skelton Show                  | Клара Эпплби III / Лиллиан Мартин |
| 1960      | с  | Дни в Долине Смерти                | Death Valley Days                     | Мэри Тейлор                       |
| 1964      | ф  | Судьба-охотник                     | Fate Is the Hunter                    | Джейн Расселл                     |
| 1966      | ф  | Джонни Рино                        | Johnny Reno                           | Нона Уильямс                      |
| 1966      | ф  | Уэйко                              | Waco                                  | Джилл Стоун                       |
| 1967      | ф  | Рождённые неприкаянными            | The Born Losers                       | миссис Шорн                       |
| 1970      | ф  | Темнее янтаря                      | Darker Than Amber                     | алабамская тигрица                |
| 1970      | ф  | —                                  | Cauliflower Cupids                    | Найра Дилауренто                  |
| 1980      | тф | —                                  | The Jackass Trail                     | н/д                               |
| 1984      | с  | Жёлтая роза                        | The Yellow Rose                       | Роуз Холлистер                    |
| 1986      | с  | Охотник                            | Hunter                                | Эва Фонтейн                       |
| 2009      | с  | —                                  | Ron Russell’s Set the Record Straight | гость                             |

## В культуре
На картине «Девочка у зеркала» американского художника Нормана Роквелла юная Мэри Уэлен изображена с журналом в руках, раскрытом на фотографии Джейн Расселл.